# Sökteknik
Sökteknik eller sökteknologi, är begrepp inom IT som omfattar tekniker för att hitta informationselement inom stora datamängder. Man använder sig av olika sorters index för snabb sortering och tillgång. En del tillverkare av sökteknologi använder sig av standarddatabaser, medan andra har utvecklat sin egen databasteknologi.